# Maître du Bigallo

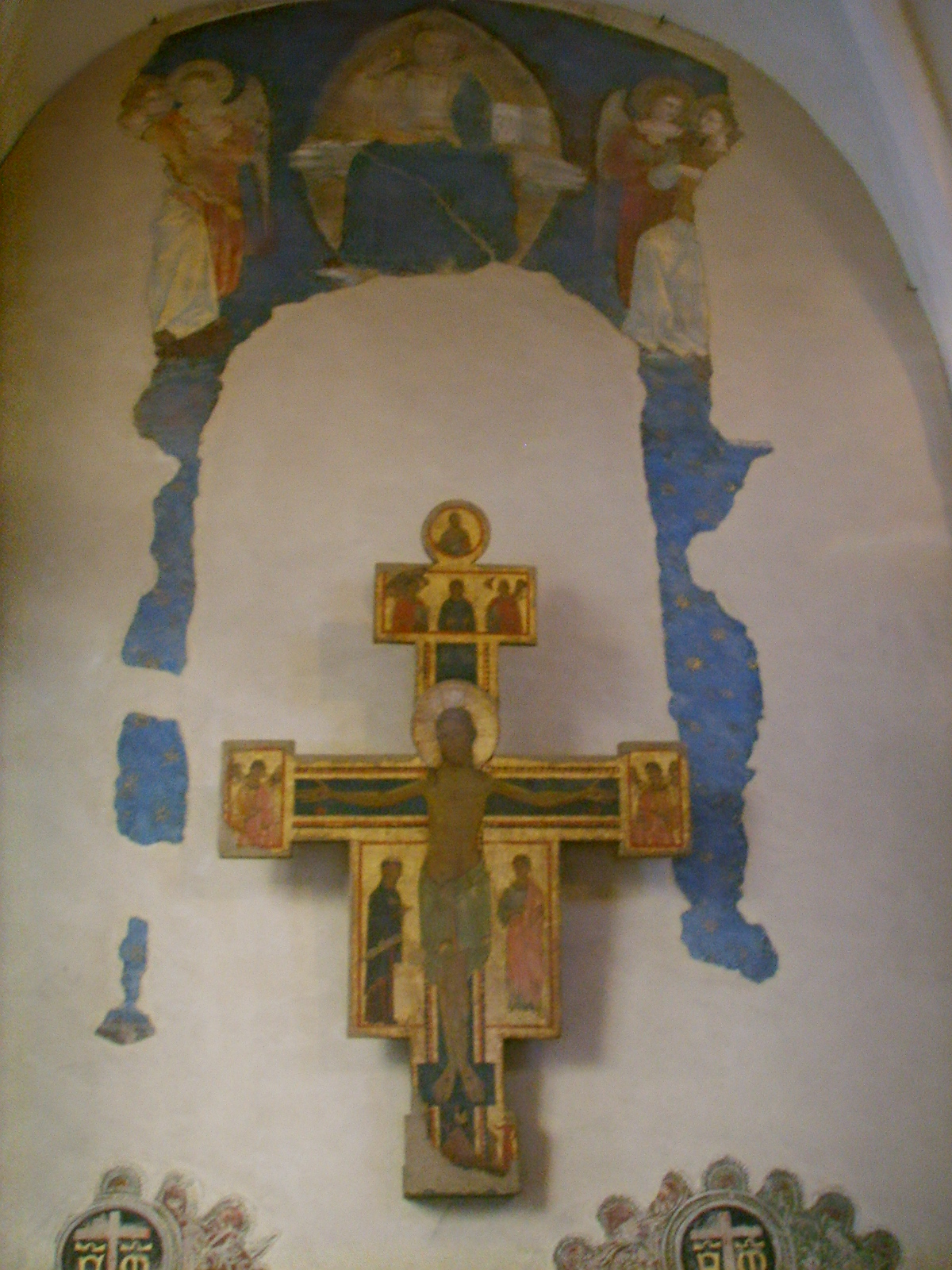
Crucifix du « Maître du Bigallo ».

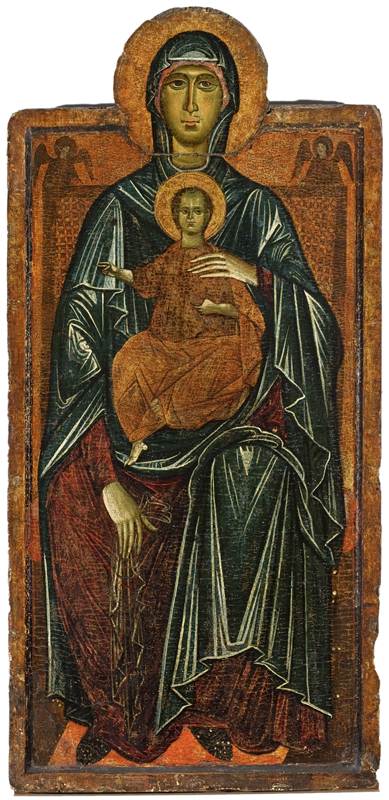
Vierge du musée de Sao Paulo

Le Maître du Bigallo (Maestro del Bigallo) est un maître anonyme italien de l'école florentine de la première moitié du XIIIe siècle, nommé ainsi par référence à une de ses œuvres : un crucifix que possède le musée de la Loggia del Bigallo de Florence.

## Style
Sa peinture se détache de la facture byzantine  en donnant aux personnages des poses plus « terrestres », avec des détails « plus italiens », comme les pois sur la robe de la Vierge, poses et détails que reprend, cinquante ans plus tard, le peintre Margaritone.
Ses stylisations  géométriques ont inspiré également Meliore di Jacopo.

## Œuvres
- Crucifix peint du musée de la Loggia del Bigallo de Florence.
- Crucifix peint du musée des arts anciens au palais Barberini, Rome.
- Crucifix peint de l'Institut d'art de Chicago, USA
- La Vierge et Enfant en majesté, 60 × 90 cm, avec saillie de l'aura de la Vierge en haut du panneau. Conservée au musée de la Galerie des Offices de Florence, elle se situe, depuis 2007, dans la même pièce d'exposition des trois Maestà (de Duccio, Cimabue et Giotto).
- La Madonna in trono con Bambino e due santi (1240 – 1245) initialement dans l'église Santa Maria a Bagnano, conservée aujourd'hui au musée d'art sacré de Certaldo.
- Vierge en majesté avec l'Enfant et deux anges, Musée d'Art de São Paulo.
- Vierge à l'Enfant entourée de deux anges, tempera sur bois, 113 x 61 cm, collection Cacault, musée d'Arts de Nantes[2],[3].

Crucifix peints
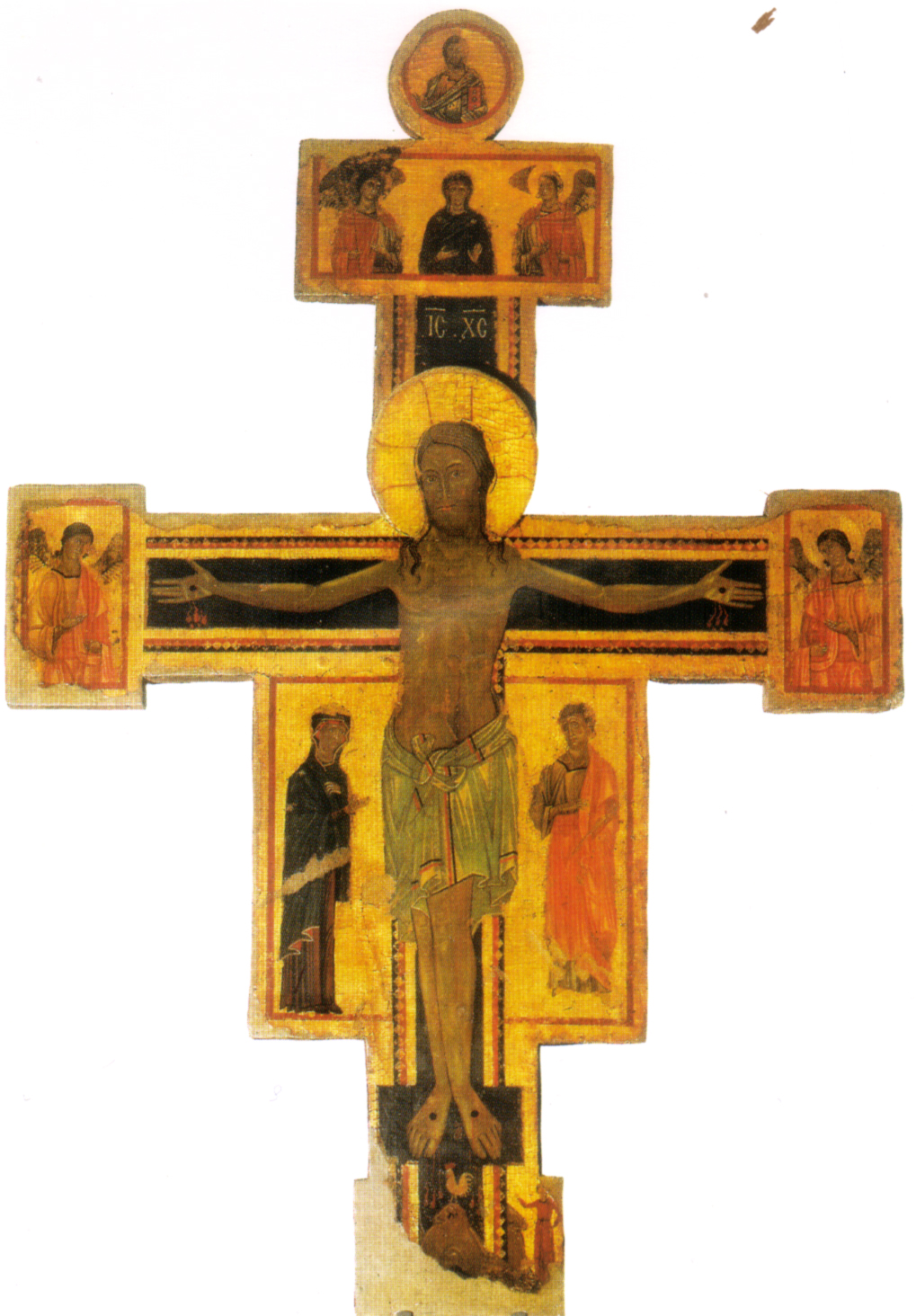
À la loggia del Bigallo de  Florence.
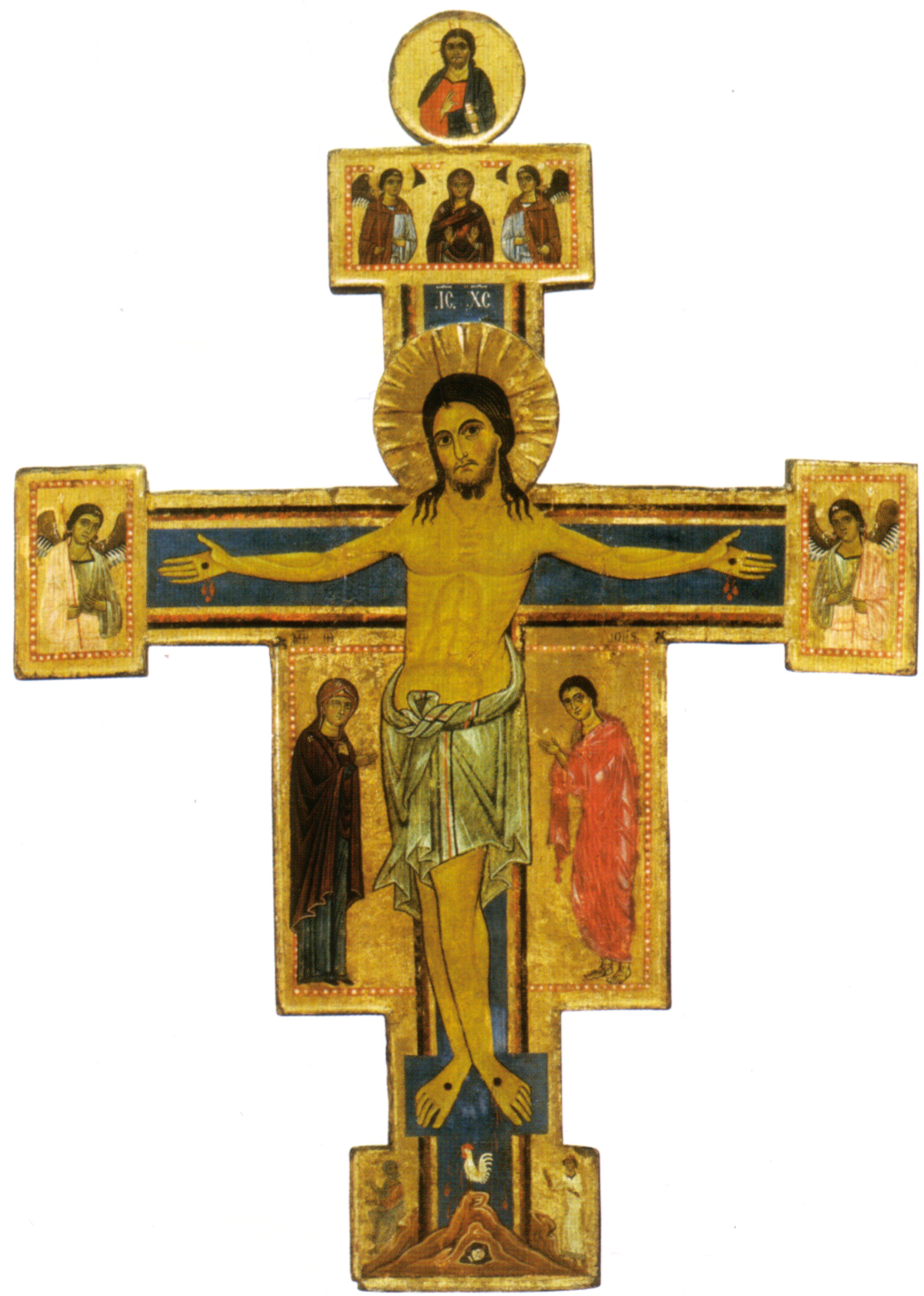
Au palais Barberini de Rome
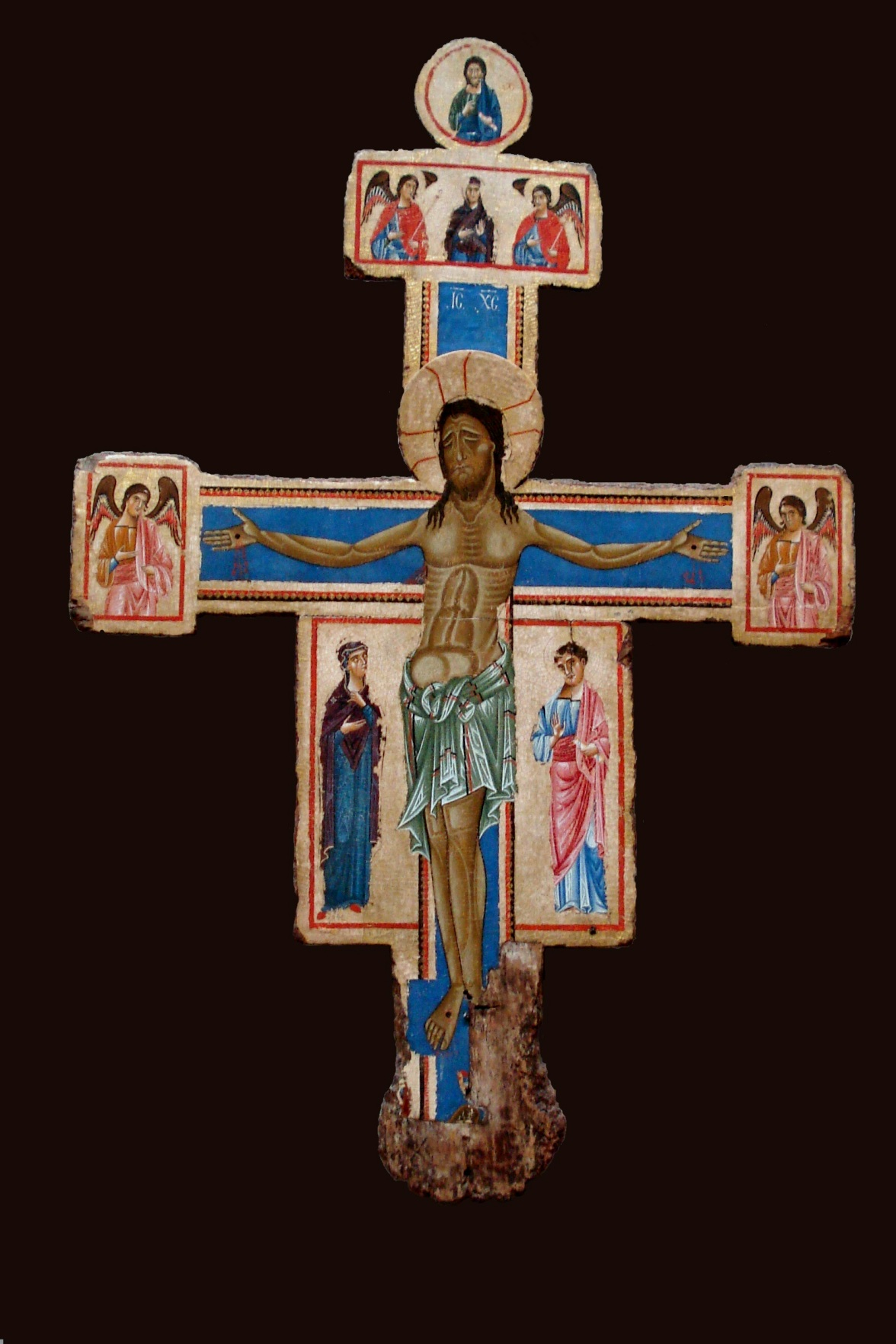
À L'Institut d'art de Chicago.